# Euphorbia fendleri
Euphorbia fendleri là một loài thực vật có hoa trong họ Đại kích. Loài này được Torr. & A.Gray mô tả khoa học đầu tiên năm 1857.

## Hình ảnh

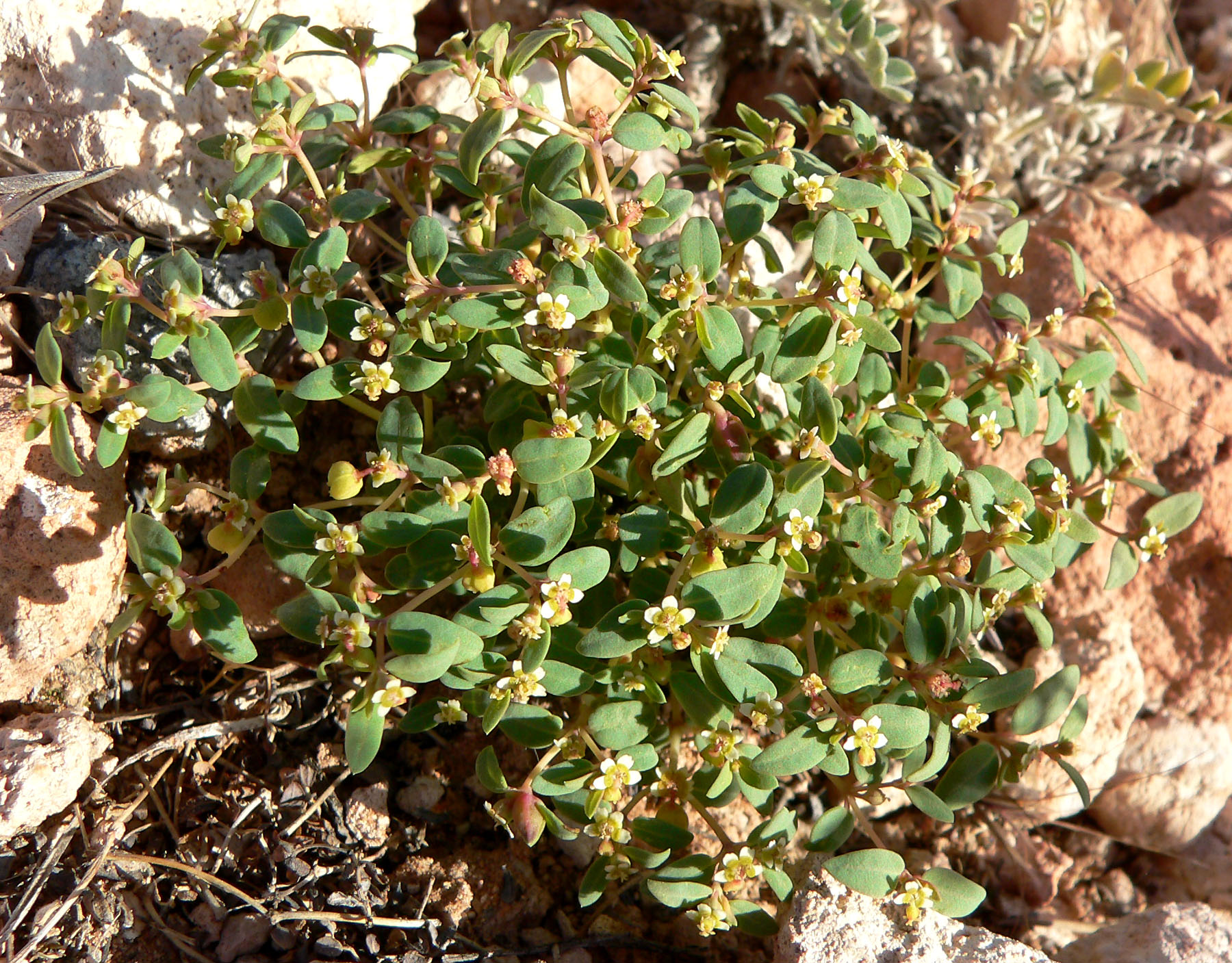
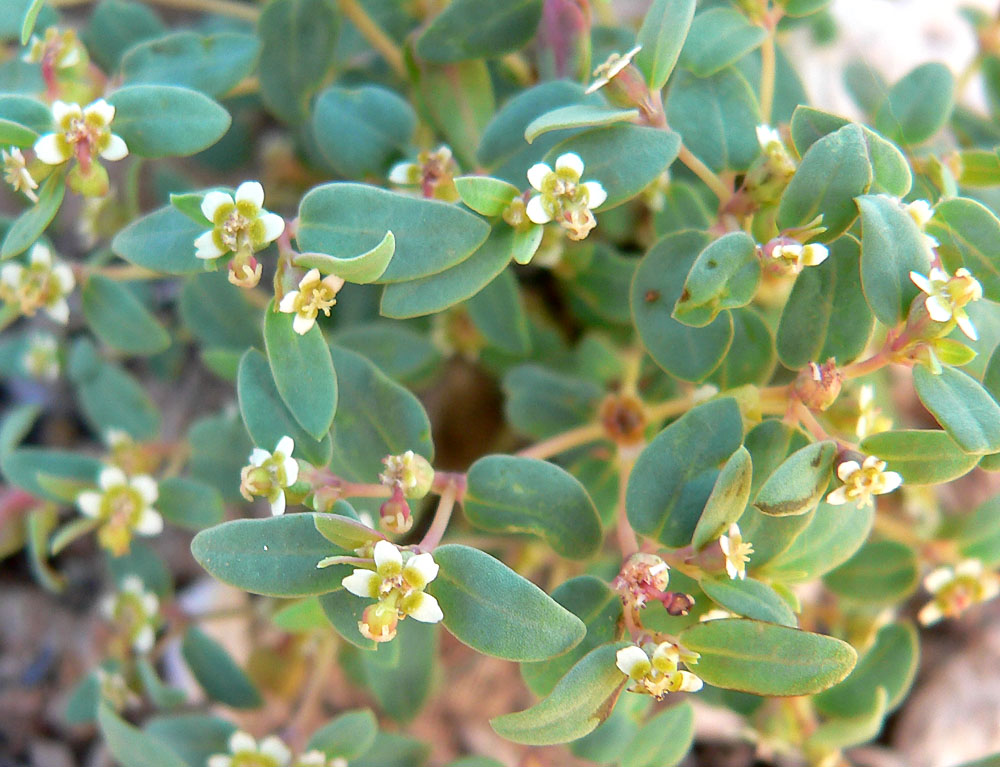
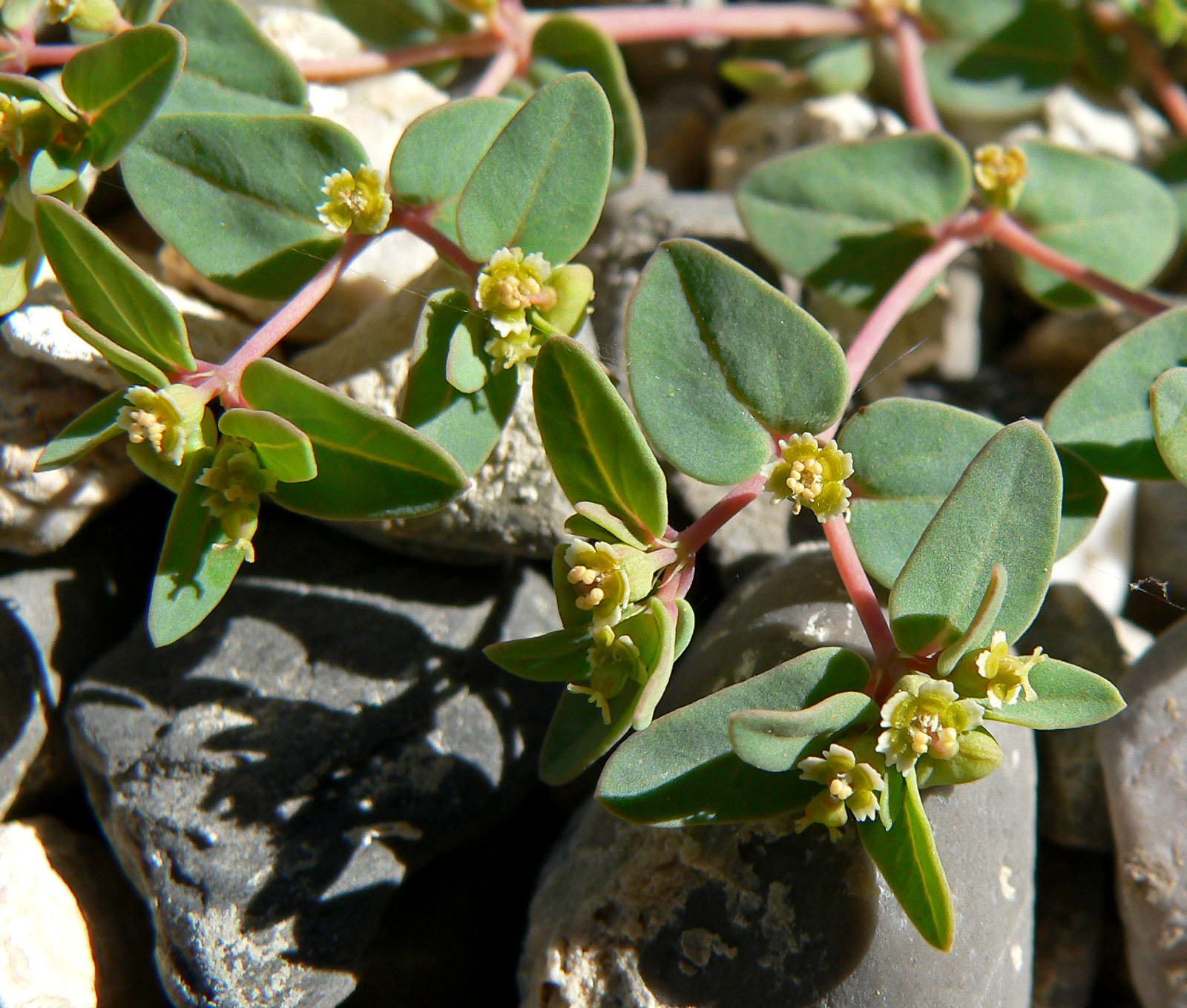